# Balkovci
Balkovci – wieś w Słowenii, w gminie Črnomelj. W 2018 roku liczyła 44 mieszkańców.